# クローン詩形 (khlong)
クローン詩形 (khlong)とはタイの定型詩に使われる形式の一種。タイの定型詩にはもう一つクローン詩形と呼ばれる定型詩があり、日本語で表現すると全く同じになるため、後ろにアルファベットなどを入れクローン詩形 (khlong)、クローン詩形 (klon)のように表記するなどしてなにかしらの区別が付けることが多い。
クローン詩形は元々タイ北部のカロン詩形がアユタヤ王朝期に中部に伝来し発展を見せた物と言われている。

## 形式
クローン詩形は大別してクローン・スパープとクローン・ダンに分かれる。
クローン詩形が成り立つためには最低1ボットを構成する必要がある。1ボットは形式によるが最低でも二つのバート（言）を要する。一つのバートは二つのワックから成り立ち、1バート内の最初のワックを前ワック（ワックナー、下表a）後ろのワックを後ワック（ワックラン、下表b）という。以下に例を示す。
注：○は1音節である
| ボット | a○○○○○ |  | b○○○○ |  | ----第一バート |
| ボット | a○○○○○ |  | b○○○○ |  | ----第二バート |
| ボット | .....  |  | ..... |  | .....          |

以下ではクローン・スパープの形式の一種であるクローン・シー・スパープ（4バートからなるクローン・スパープ）を例にとって説明する。クローン・スパープとは規定された場所に声調記号が置かれるものであり声調記号のおく場所に特に制約を要求しないクローン・ダンよりも難しい技術を要する。
以下の表はクローン・シー・スパープの一音節を○で表した物である。まず●には必ず「่」の声調記号（マイエーク）が、◎では「้」の声調記号（マイトー）が使われる。第一バートにおける後ワックの二番目の音節は第二バート・第三バートの前ワック最後の音節にて脚韻が踏まれる。第二バートの後ワックにおける二番目の音節（即ち◎2）は第四バートの前ワックの最後の音節で同じ声調記号を用いて脚韻が踏まれる（注）。
| ○○○●◎   |  | ○(1)（○○） |
| ○○○○(1) |  | ●◎2        |
| ○○○○(1) |  | ○○（○○）   |
| ○○○○◎2  |  | ●◎○○       |

注:この脚韻では声調記号によって使われうる言葉が大幅に制限されるため、しばし声調が同じで違う声調記号を使った言葉が用いられることもある。たとえばマイトーの付いたหน้า（意味「顔」、発音nâa）をマイエークの付いたฆ่า（意味「殺す」、発音khâa）と言う語で脚韻を踏みたいが、発音記号が違うため基本的には出来ない。全く同じ発音・声調でค้า（意味「価値」、発音khâa）という語があるが意味が通らないため使えない。この場合はค้าを使用したことにして、建前上あくまで代用としてฆ่าを使うことが出来る。この時のマイエークをマイエークトート（借用マイエーク）という。これは、クローン・スパープにおける一種の小技である。